# Копйов Олексій Володимирович
Олексій Володимирович Копйо́в (1 червня 1936, Харбін — 3 грудня 2013, Одеса) — український скульптор; член Спілки радянських художників України з 1970 року (голова її Одеської організації у 1984—1988 роках). Заслужений художник України з 2007 року.

## Біографія
Народився 1 червня 1936 року в місті Харбіні (нині Китайська Народна Республіка). 1967 року закінчив Одеське художнє училище, де навчався у Мирона Кіпніса, Антона Чубіна.
Мешкав в Одесі в будинку на вулиці Щепкіна, № 19, квартира № 9А та у будинку на вулиці Балківській, № 36, квартира № 77. Помер в Одесі 3 грудня 2013 року.

## Творчість
Працював у галузях станкової і монументальної скульптури. У реалістичній манері створював портрети сучасників та історичних діячів, монументальні скульптурні композиції. Серед робіт:
- погруддя Р. Макєєва (1970), електромеханіка О. Рижова (1972), фрезерувальника Л. Тарасова (1989), К. Гребенника (1998), П. Державіна (2001), письменника-сатирика Степана Олійника (2002, Левадівка);
- пам'ятники: захисникам Одеси (1975), Олександру Пушкіну (1998, Болград), Олександру Марінеску (1999, сталь, мідь; Одеса), винахіднику Стефану Джевецькому (2004, кований алюміній; Одеса), Тарасу Шевченку (2004, Білгород-Дністровський; 2008, Роздільна), захисникам Вітчизни (2005, Теплодар);

- меморіальні дошки Михайлу Водяному (1992), Маргариті Дьоміній, Євгену Іванову (обидві — 1993), Григорію Маразлі (1994; 2001), Олексію Попову, Івану Рядченку (обидві — 1998), Григорію Крижевському (1999), Миколі Огреничу, Миколі Гефту, Олексію Данченку, Станіславу Лук'янченку (усі — 2002), Борису Зайцеву (2003), Володимиру Власову, Михайлу та Святославу Божіям, О. Чередниченку (усі — 2005), Тимофію Гуженку, Олександру Гріну (обидві — 2009), Євгену Стеценку (2010).

Брав участь у міських, всеукраїнських, всесоюзних та зарубіжних мистецьких виставках з 1968 року.
Окремі роботи зберігаються в Одеському художньому музеї, музеях Києва, Музеї історії Корсунь-Шевченківської битви у Корсуні-Шевченківському.